# Авиаудары США по Ираку и Сирии (2024)
2 февраля 2024 года ВВС США нанесли серию авиаударов по поддерживаемым Ираном группировкам боевиков в Ираке и Сирии. Атака была совершена в ответ на удар беспилотника, нанесённый Исламским сопротивлением в Ираке по американским войскам в Иордании за неделю до этого, в результате которого погибли трое американских военнослужащих.

## Предыстория
С начала войны между Израилем и ХАМАСом 7 октября 2023 года группы боевиков, поддерживаемые Ираном, совершили более 170 атак на базы США в Ираке, Иордании и Сирии. В результате этих нападений десятки военнослужащих получили ранения. 28 января 2024 года в результате удара беспилотника Shahed 136, нанесённого Исламским сопротивлением в Ираке по базе США в Иордании, трое американских военнослужащих погибли и ещё 47 получили ранения.

## Бомбардировка
2 февраля около полуночи (UTC+3) ВВС США нанесли авиаудары по связанным с Ираном группировкам боевиков в Ираке и Сирии. В операции участвовали два бомбардировщика B-1B, переброшенные с базы ВВС Дайс, в штате Техас. Бомбардировкам подверглись оперативные центры командования и управления, разведывательные центры, ракеты, склады беспилотных летательных аппаратов, а также объекты логистики, принадлежащие группам боевиков. Американские официальные лица сообщили, что удары поразили 85 целей на семи объектах, трёх в Ираке и четырёх в Сирии. Для этого было использовано 125 высокоточных ракет.
Представители иракской службы безопасности сообщили, что шесть авиаударов были нанесены по ряду объектов в Ираке. Сирийские государственные СМИ сообщили, что «американские агрессоры» нанесли удар по ряду объектов в пустынных районах Сирии и на ирако-сирийской границе. Иракские официальные лица сообщили, что авиаудары нанесли удар по штабу Сил народной мобилизации в Акашате, и что погибло 16 боевиков. Иракские официальные лица также заявили, что три дома, используемые Хезболлой в мухафазе Аль-Анбар, подверглись авиаударам.
По данным Сирийского центра мониторинга за соблюдением прав человека, по меньшей мере 29 поддерживаемых Ираном боевика были убиты в результате авиаударов в Сирии.

## Последствия
Министерство финансов США ввело санкции в отношении нескольких лиц, связанных с Корпусом стражей исламской революции.
Спутниковые снимки, сделанные Planet Labs, показали обширные разрушения объекта, используемого фатимиюнами в городе Айяш, недалеко от Дайр-эз-Заура в Сирии.